# Самервілл (Огайо)
Самервілл (англ. Somerville) — переписна місцевість (CDP) в США, в окрузі Батлер штату Огайо. Населення — 258 осіб (2020).

## Географія
Самервілл розташований за координатами 39°33′49″ пн. ш. 84°38′22″ зх. д. / 39.56361° пн. ш. 84.63944° зх. д. (39.563526, -84.639562).  За даними Бюро перепису населення США в 2010 році переписна місцевість мала площу 0,65 км², уся площа — суходіл. В 2017 році площа становила 0,69 км², з яких 0,68 км² — суходіл та 0,01 км² — водойми.

## Демографія
Згідно з переписом 2010 року, у селищі мешкала 281 особа в 96 домогосподарствах у складі 74 родин. Густота населення становила 430 осіб/км².  Було 106 помешкань (162/км²).
Расовий склад населення:
| - 98,2 % — білих |

До двох чи більше рас належало 1,8 %. Частка іспаномовних становила 0,0 % від усіх жителів.
За віковим діапазоном населення розподілялося таким чином: 24,9 % — особи молодші 18 років, 62,6 % — особи у віці 18—64 років, 12,5 % — особи у віці 65 років та старші. Медіана віку мешканця становила 37,8 року. На 100 осіб жіночої статі у селищі припадало 112,9 чоловіків;  на 100 жінок у віці від 18 років та старших — 108,9 чоловіків також старших 18 років.
Середній дохід на одне домашнє господарство  становив 45 830 доларів США (медіана — 40 313), а середній дохід на одну сім'ю — 51 273 долари (медіана — 39 375). За межею бідності перебувало 27,5 % осіб, у тому числі 22,8 % дітей у віці до 18 років та 13,5 % осіб у віці 65 років та старших.
Цивільне працевлаштоване населення становило 84 особи. Основні галузі зайнятості: освіта, охорона здоров'я та соціальна допомога — 26,2 %, виробництво — 14,3 %, роздрібна торгівля — 11,9 %, будівництво — 11,9 %.